# Michele Boyd
Michele Catherine Boyd (Gainesville, 29 ottobre 1980) è un'attrice e produttrice statunitense.

## Biografia
Figlia di militari della United States Navy, ha passato molta della sua infanzia in viaggio. Ha vissuto negli Stati Uniti, in Italia ed in Giappone, per poi frequentare le scuole superiori a San Diego dove inizia anche a recitare.
Dopo la laurea in Neuroscienze all'Università della California, Davis, lavora come ricercatrice al National Institutes of Health. Si trasferisce prima a New York dove prende lezioni di recitazione agli HB Studio e successivamente a Los Angeles dove ottiene ruoli in Sons of Anarchy e Febbre d'amore.
Utilizza il suo background scientifico per condurre Machines of Malice su Discovery Channel.
Appare in un episodio di How I Met Your Mother e poi è guest star in numerosi programmi di Nickelodeon, tra cui iCarly, True Jackson, VP e Big Time Rush. Entrata nel cast di The Guild a metà della seconda stagione, vi rimane anche nella terza.
Nel 2010, assieme a Boyd Milynn Sarley, Clare Grant e Rileah Vanderbilt forma il Team Unicorn, con cui scrive e produce il Geek and Gamer Girls Song, parodia di una canzone di Katy Perry che ottiene milioni di visualizzazioni nella sola prima settimana.
Boyd continua a lavorare nel Team Unicorn, a recitare in film indipendenti ed in spot commerciali.

## Filmografia

### Televisione
- 2006: Untold Stories of the E.R.
- 2007: Diagnosis X
- 2008: Febbre d'amore
- 2008: Sons of Anarchy (1 episodio)
- 2009: Cold Case (1 episodio)
- 2009/2010: The Guild stagioni 2,3 e 4 (14 episodi)
- 2010: FlashForward (1 episodio)
- 2010: How I Met Your Mother (1 episodio)
- 2010: True Jackson, VP (1 episodio)
- 2010/2011: SOLO: The Series (tutti gli episodi)
- 2011: Big Time Rush (1 episodio)
- NCIS - Unità anticrimine (NCIS) - serie TV, episodio 16x17 (2019)